# Wilhelm Winterstein
Wilhelm Winterstein (* 28. November 1930 in München; † 13. Oktober 2024 ebda.) war ein deutscher Privatbankier und Mäzen. Er war Sprecher der Geschäftsleitung und Vorsitzender des Gesellschafterausschusses des Privatbankhauses Merck Finck & Co.

## Leben
Wilhelm Winterstein war ein Neffe von August von Finck senior. Seine Mutter Elisabeth war das dritte Kind von Wilhelm von Finck und Marie, geb. Fäustle. Sein Vater war der Kunstsammler Alfred Winterstein. Er wurde am 28. November 1930 in München geboren, wo er auch die Schule besuchte. Wilhelm Winterstein war Volljurist und promovierte 1958 an der rechtswissenschaftlichen Fakultät der Universität Würzburg. Nach einem Jahr bei Delbrück & Co. in Köln und einem weiteren in Amerika stieg er 1960 in die Bank seiner Familie ein.
Winterstein starb am 13. Oktober 2024 in München.

## Leistungen
Er wurde 1960 Prokurist bei der Bank seiner Familie. 1963 stieg er zum persönlich haftenden Gesellschafter auf. In den folgenden Jahren verantwortete er nacheinander das Wertpapiergeschäft, die Auslandsabteilung und den Personalbereich; eine Zeitlang leitete er auch die Niederlassung der Bank in Frankfurt. Im Oktober 1990 verkaufte August von Finck junior das Bankhaus für rund 600 Millionen Mark an die britische Barclays Bank Plc. 1991 wurde Winterstein auf Bitten des neuen Mehrheitsaktionärs Sprecher der Geschäftsleitung, die er bis zu seinem 65. Geburtstag innehatte.
Nach dem Tode von August von Finck (1980) übernahm Wilhelm Winterstein den Aufsichtsratsvorsitz in den Lloyd-Gesellschaften (Leben und Sach). 1989 wurde Wilhelm Winterstein zudem in den Verwaltungsrat der Assicurazioni Generali (Consiglio di Amministrazione) in Triest gewählt. Im Zusammenhang mit dem Erwerb der Aachen-Münchener durch die Assicurazioni Generali wurden alle bisherigen deutschen Gruppen (Deutscher Lloyd, Deutsches Geschäft der Interunfall, Direktion für Deutschland und der Ersten Allgemeinen Unfall und Schaden, Münchener Leben) zuletzt auch die Thuringia in der Gruppe Generali Lloyd AG zusammengefasst und schließlich in die Aachen-Münchener Versicherungen eingebracht. Im Jahre 2000 trat Winterstein in den Aufsichtsrat der AMB Aachener und Münchener Beteiligungs-Aktiengesellschaft ein. Darüber hinaus hatte er verschiedene Aufsichtsratsmandate, z. B. Viag, Didier, Isar-Amperwerke, Pfleiderer.

## Mäzenate
Winterstein setzte sich unter anderem für die Bayerischen Staatsgemäldesammlungen, das Bayerische Nationalmuseum, die Glyptothek, das Lenbachhaus, das Haus der Kunst sowie die alte und die moderne Pinakothek in München ein. Daneben engagierte er sich auch für die Graphische Sammlung der Klassik Stiftung Weimar, die er mit zahlreichen Schenkungen bedachte. Sein Engagement für Kunst und Kultur zeigt sich auch an Vorstandspositionen im Pinakotheksverein, im Förderverein des Bayerischen Nationalmuseums oder als Verwaltungsrat des Wittelsbacher Ausgleichsfonds.
Neben der Kunst förderte Winterstein auch die Hochschulen in Bayern. In Anerkennung wurde er u. a. Ehrensenator der TU München und Ehren- und Kuratoriumsmitglied des Universität Bayern e. V.

## Auszeichnungen und Ehrungen
- Bayerischer Verdienstorden[11]
- Verdienstorden der Bundesrepublik Deutschland
  - Großes Verdienstkreuz (1999)
  - Großes Verdienstkreuz mit Stern (2004)[2]
- Maecenas-Ehrung (2014)[11]
- James-Simon-Preis (2016)[12]
- Haus-Ritter-Orden vom heiligen Hubertus[1]